# Parafia św. Michała Archanioła w Lewinie Kłodzkim
Parafia św. Michała Archanioła w Lewinie Kłodzkim – parafia rzymskokatolicka z siedzibą w Lewinie Kłodzkim, znajdująca  się w dekanacie kudowskim w diecezji świdnickiej. Była erygowana w XIV w. Jej proboszczem jest ks. Jarosław Nitkiewicz.

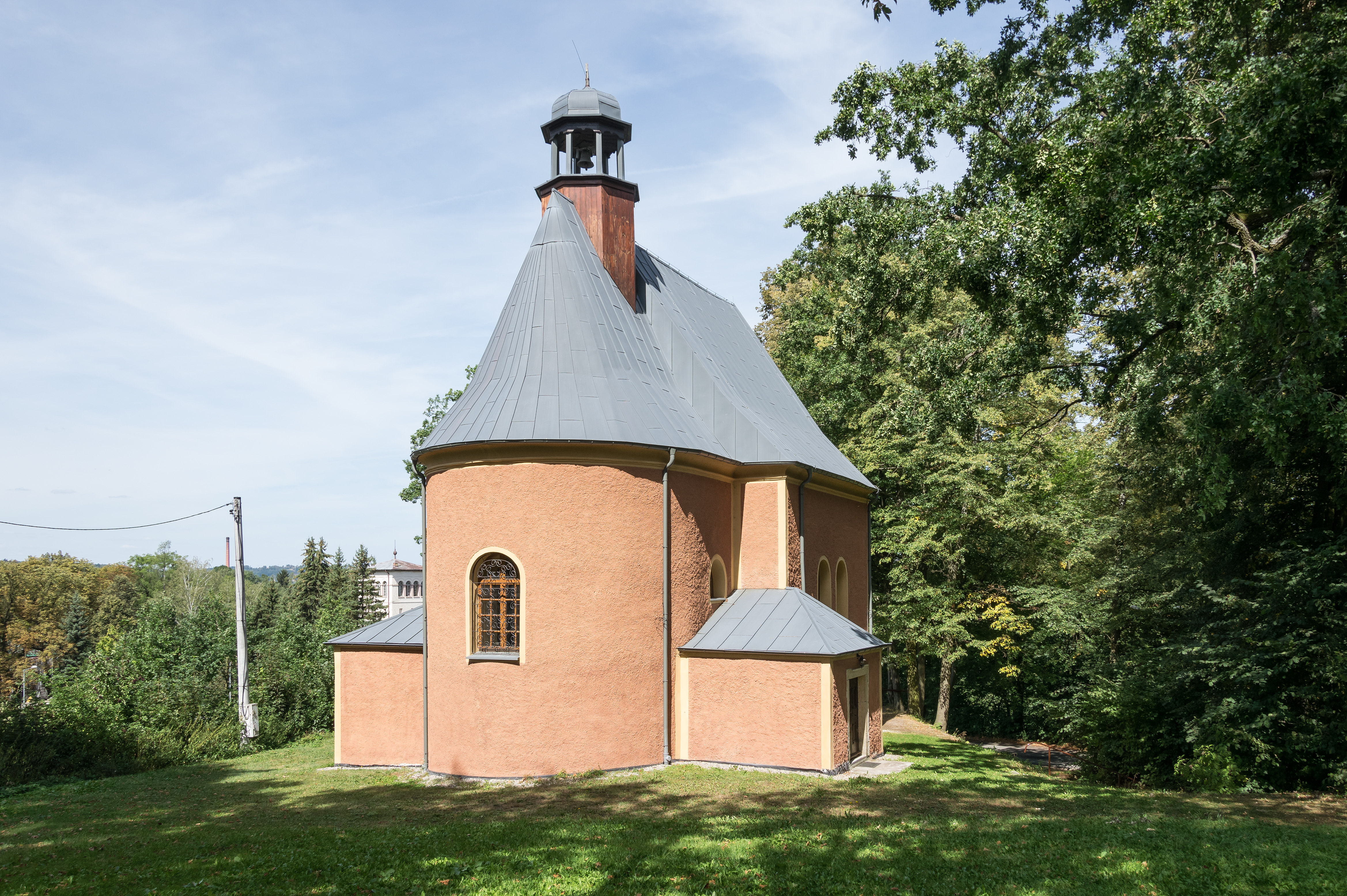
Kościół Trójcy Świętej w Jeleniowie
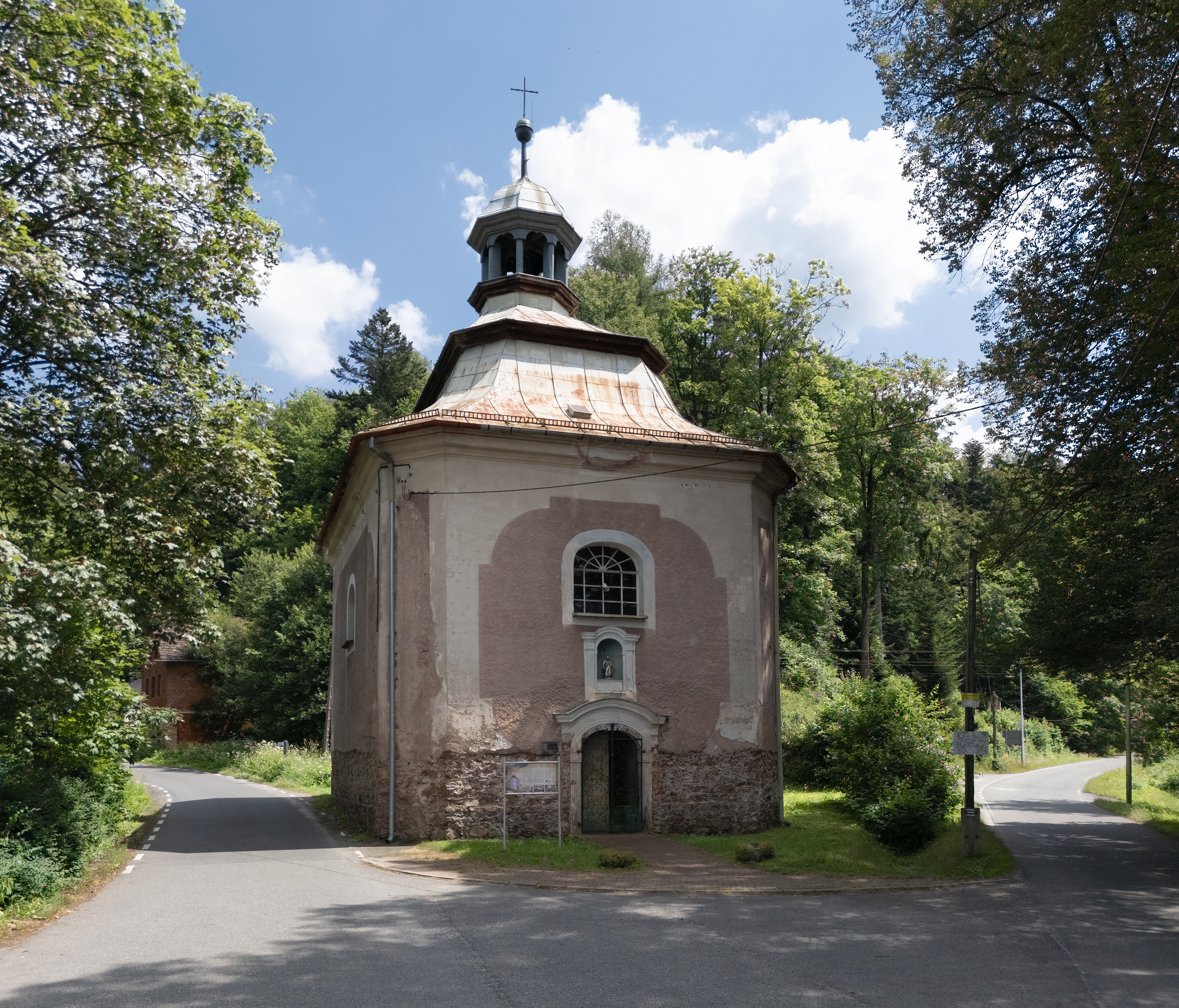
Kaplica św. Jana Nepomucena
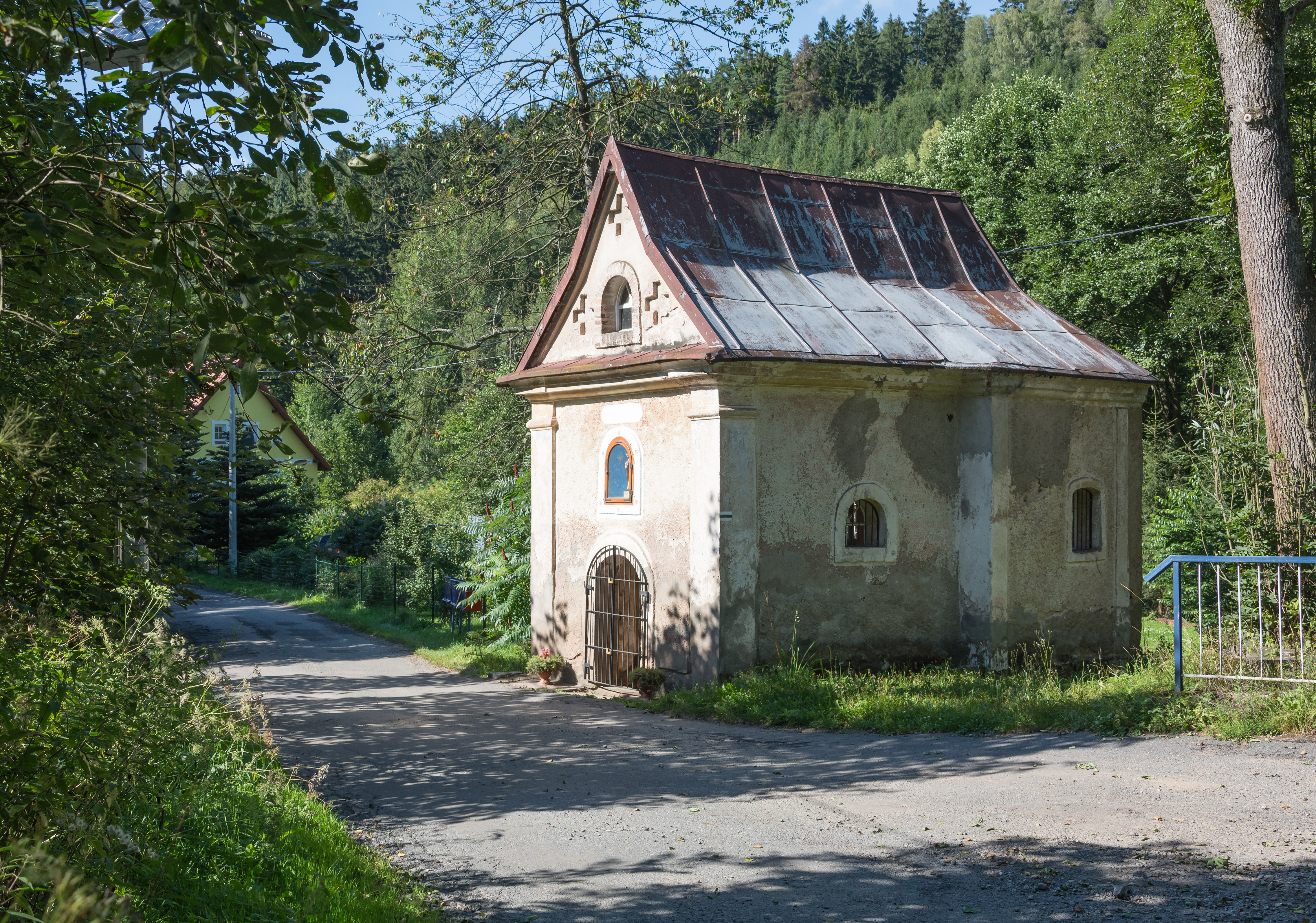
Kaplica w Jawornicy
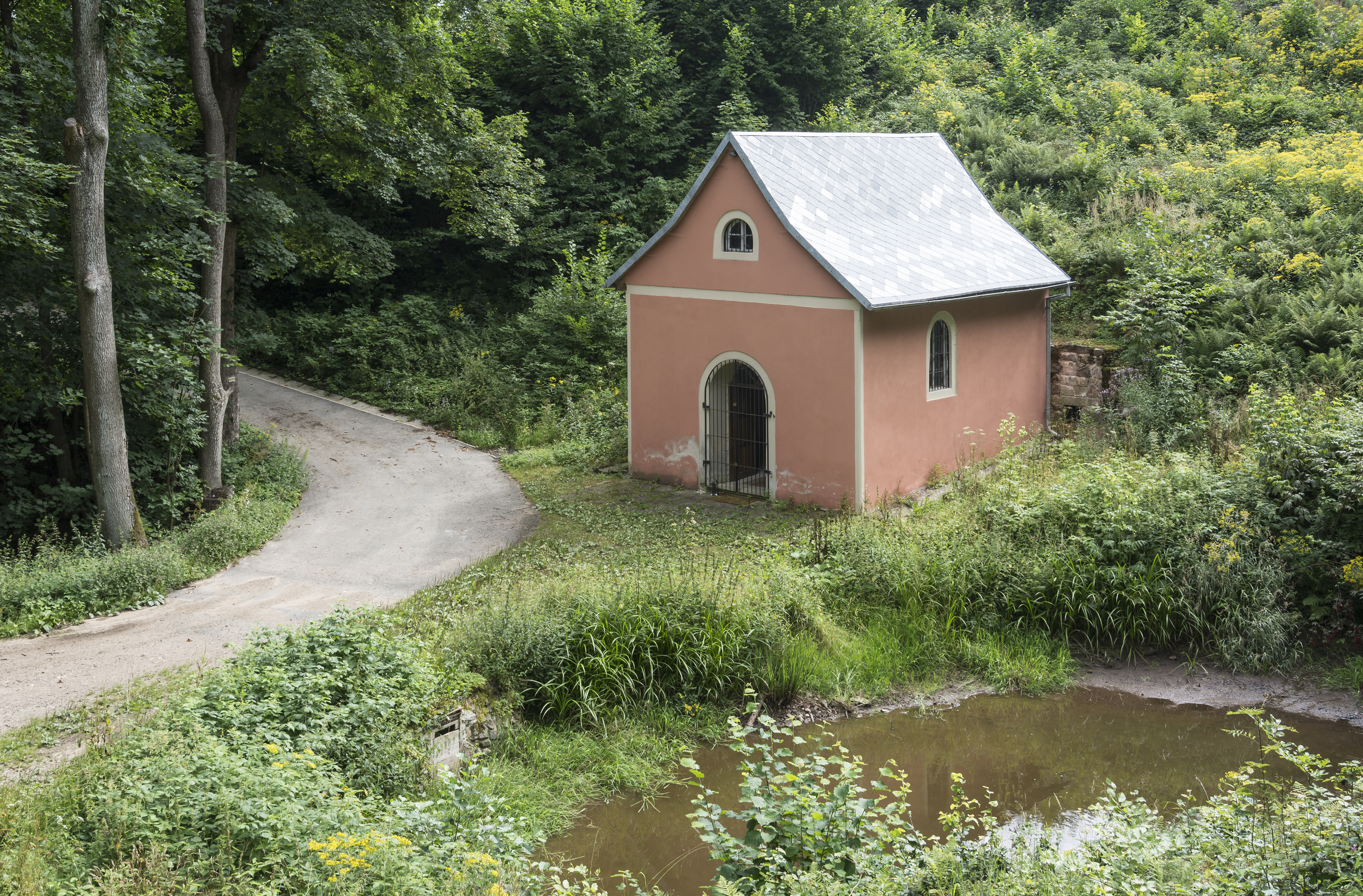
Kaplica w Jerzykowicach Małych